# Matthias Klostermayr

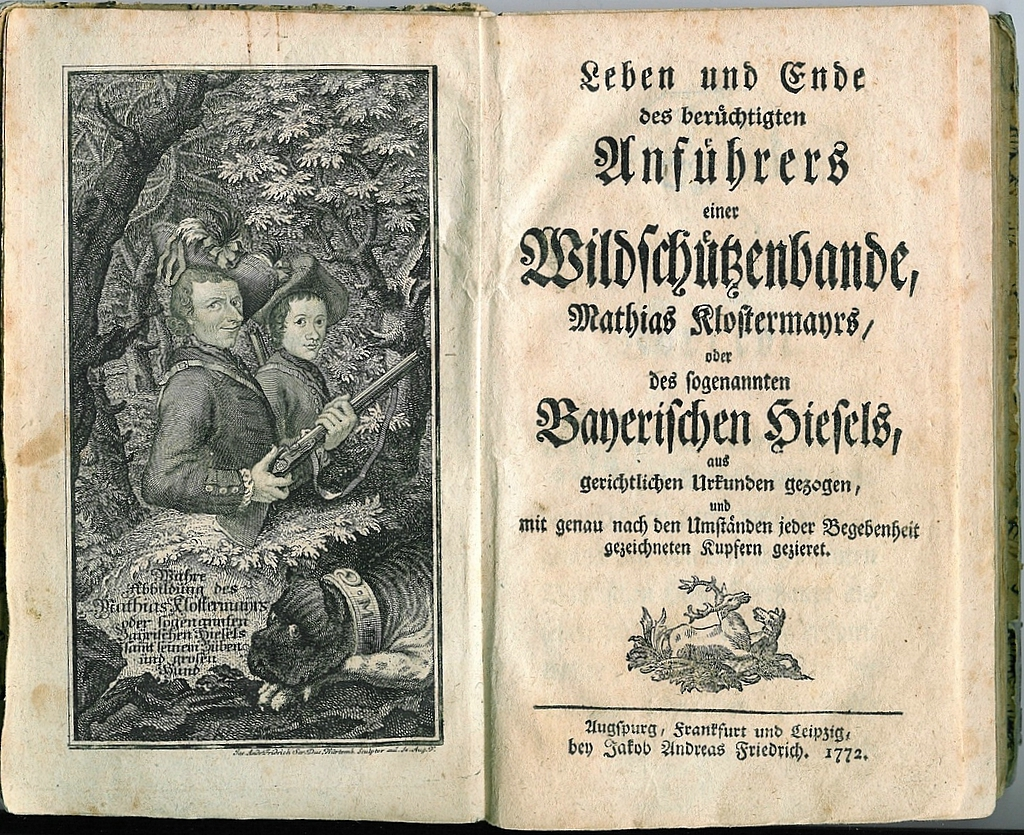
Titelblatt und Frontispiz der Lebensbeschreibung von 1772

Matthias Klostermayr, geboren als Matthäus Klostermayer, der Bayerische Hiasl (auch der Bayerische Hiesel, * 3. September oder 13. September 1736 in Kissing; † 6. September 1771 in Dillingen an der Donau) war ein Wilderer und Anführer einer „gerechten Räuberbande“ im damaligen schwäbisch-bayerischen Grenzgebiet.
Nachdem sein Wildererkumpan „Sternputz“ von einem Jäger getötet worden war, überfiel Klostermayr mit seiner aus bis zu 30 Personen bestehenden Bande auch Amtsstuben und andere öffentliche Einrichtungen. So erpresste er vom Amtmann in Täfertingen Steuergeld, das er unter der Bevölkerung wieder verteilte. Klostermayr wurde am 14. Januar 1771 von einer militärischen Truppe des Schwäbischen Kreises unter Premierleutnant Josef Schedel im Gasthof Post in Osterzell nach einem Feuergefecht festgenommen und später in Dillingen an der Donau spektakulär hingerichtet: erdrosselt, anschließend zertrümmert, geköpft und gevierteilt.
Matthias Klostermayr war schon zu Lebzeiten berühmt und berüchtigt. Für viele Zeitgenossen aus ärmeren Schichten war er ein Volksheld, obwohl zahlreiche Gewaltverbrechen an Unschuldigen auf sein Konto gingen. Er lebt bis heute in zahlreichen Anekdoten, Liedern und Legenden weiter. Friedrich Schiller soll den Bayerischen Hiasl als Vorbild für den Karl Moor in seinem Stück Die Räuber genommen haben.

## Der „Bairische Hiasl“

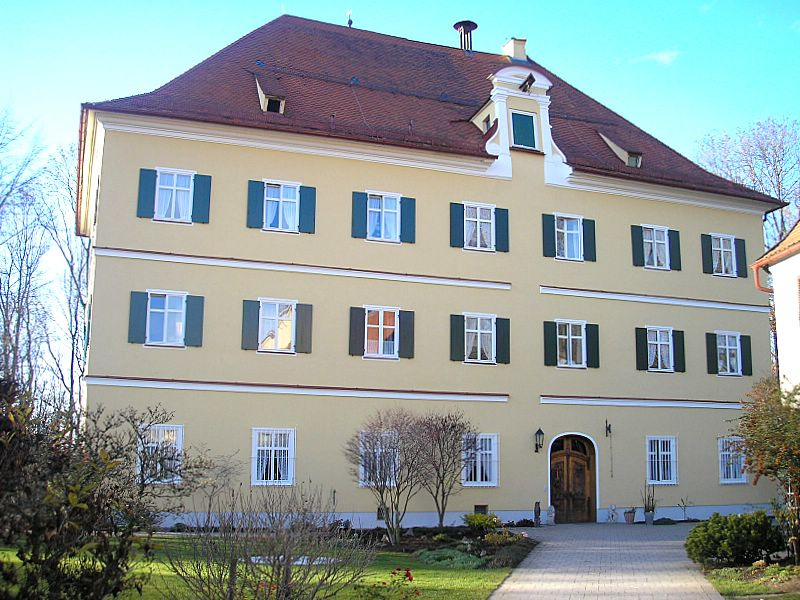
Das Jesuitenschloss Mergenthau bei Kissing

„Mattheus Klostermair“ (laut Taufregister) kam am 3. September oder 13. September 1736 im Anwesen Nr. 164 in Kissing zur Welt. Sein Geburtshaus „Zum Brentan“ wurde 1931 abgerissen. Ein altes Foto in Privatbesitz zeigt ein einfaches, einstöckiges Söldnerhaus, dessen originaler Grundriss bis 1921/22 erhalten geblieben sein soll.
Warum der auf den Namen Matthäus getaufte Klostermayr später nur Matthias genannt wurde, ist unklar. Es wird vermutet, dass die Eltern ihn auf den Namen „Matthias“ taufen ließen, der Pfarrer wie zu dieser Zeit aber üblich in der Taufmatrikel die latinisierte Schreibweise übernahm. Sein Spitzname „Hiasl“ leitet sich vom Namen Matthias ab. Seit seinem 12. Lebensjahr musste er sich auf dem nahen Schlossgut Mergenthau verdingen, um zum Lebensunterhalt der Familie beizutragen. Mit 16 Jahren verlor er seine Mutter Elisabeth, die am 5. März 1752 starb.
Die Mergenthauer Jesuiten beschäftigten den jugendlichen Klostermayr anschließend ungefähr zweieinhalb Jahre als Jagdgehilfen und Aufseher. Klostermayr verlor diese einträgliche Anstellung jedoch wegen eines harmlosen Faschingsscherzes: er hatte einen Pater Venantius, der auf der Jagd versehentlich eine Katze erschossen hatte, als „Katzenschützen“ verspottet.
Nach dem Verlust seiner Anstellung begann der „Brentanhiasl“ mit der Wilderei, da ihm auch das Jagen mit dem Ortsjäger verboten wurde.
Später diente er dem „Seheranserbauern“ Baumiller als Knecht und begann ein Verhältnis mit dessen Tochter Monika. Aus dieser Verbindung ging ein Sohn mit dem Namen Korbinian hervor.
Durch den unsteten Lebenswandel Klostermayrs kam es zu Spannungen mit dem „Seheranserbauern“, dem sicherlich auch die Liebschaft des „Hiasl“ mit seiner einzigen Tochter nicht besonders gefiel. Im Alter von 25 Jahren verließ der Knecht deshalb den Hof und schlug sich fortan als Wilderer durch. Er konnte sich aber nicht von seiner Kissinger Heimat und besonders von seiner Geliebten trennen.
Das Treiben des Wildschützen, der bei der Bevölkerung sehr beliebt war, zwang die Obrigkeit bald zu Gegenmaßnahmen. „Um das ein Ruh’ werd zu Kissing“ beantragte der Schulmeister und Mesner Huber 1761 die Aushebung des „Hiasl“ als Rekruten. Klostermayr entzog sich jedoch rechtzeitig durch seine Flucht über den Lech ins „ausländische“ (schwäbische) Oberottmarshausen.
Hier erhielt er auch den Spitznamen „Bairischer Hiasl“, da Kissing zum Kurfürstentum Bayern gehörte. Die ausgedehnten Forste auf der linken Lechseite boten dem Wilderer reiche Jagdgründe. Bereits zu dieser Zeit hatte sich Klostermayr einigen Ruhm erworben. Besonders die Bauern schätzten seine Mithilfe bei der Dezimierung des Wildbestandes, der beträchtlichen Schaden auf den Feldern anrichtete. Einmal sollen sogar zwei Bauern den Wildschützen als Abgesandte ihres Dorfes aufgesucht und ihm 15 Taler übergeben haben. Klostermayr sollte dafür das Wild in ihrer Feldmark wegschießen.
Klostermayr wurde gefasst und musste ein dreiviertel Jahr im Zuchthaus zu München verbringen. Der bayerische Kurfürst wollte ihn zum kurfürstlichen Jäger ernennen, obwohl Wilddieben eigentlich die Todesstrafe drohte. Der Wildschütz zog es jedoch vor, sein bisheriges freies Leben weiterzuführen.
Der charismatische Klostermayr wurde zum Anführer verschiedener Wilderer- und Räuberbanden, die ihre Beute angeblich teilweise an die Armen verteilten. Aus diesem Grunde wurde Klostermayr rasch zum Volkshelden und ließ sich sogar in Kupferstichen verewigen. Die bekannteste dieser Darstellungen zeigt „Mathias Clostermayr“ in selbstbewusster Haltung zusammen mit seinem „Jung“ (aus Baierberg bei Mering) und dem „grossen Hund“ Tyras von der Putzmühle bei Steindorf. Eine Version dieses Stiches diente als Frontispiz des – nur kurz nach der Hinrichtung erschienenen – anonym verfassten Büchleins vom „Leben und Ende des berüchtigten Anführers einer Wildschützenbande“ (1772).
Insgesamt wurden Klostermayr und seinen Gefährten zwölf gewaltsame Überfälle, acht Landfriedensbrüche und neun Totschläge zur Last gelegt. Die Banden demütigten die Obrigkeit, wo sie nur konnten. Sie überfielen regelmäßig Jäger und Amtsleute und nahmen deren Waffen an sich. Klostermayr war dabei stets unmaskiert. Seine Gefolgsleute kamen wie er meist aus kleinbäuerlichen Verhältnissen.
Die Banden konnten sich mehrere Jahre weitgehend ungestört im schwäbisch-bayerischen Grenzgebiet halten. Bei Gefahr wechselte man einfach über eine der zahlreichen Grenzen in ein anderes Territorium. Die Wildschützen wurden oft von der Bevölkerung versorgt und gewarnt, die dafür einen Anteil an der Jagdbeute erhielt. Klostermayr suchte weiterhin regelmäßig den Heimatort und seine Familie auf. Dort konnte er sich relativ sicher fühlen.

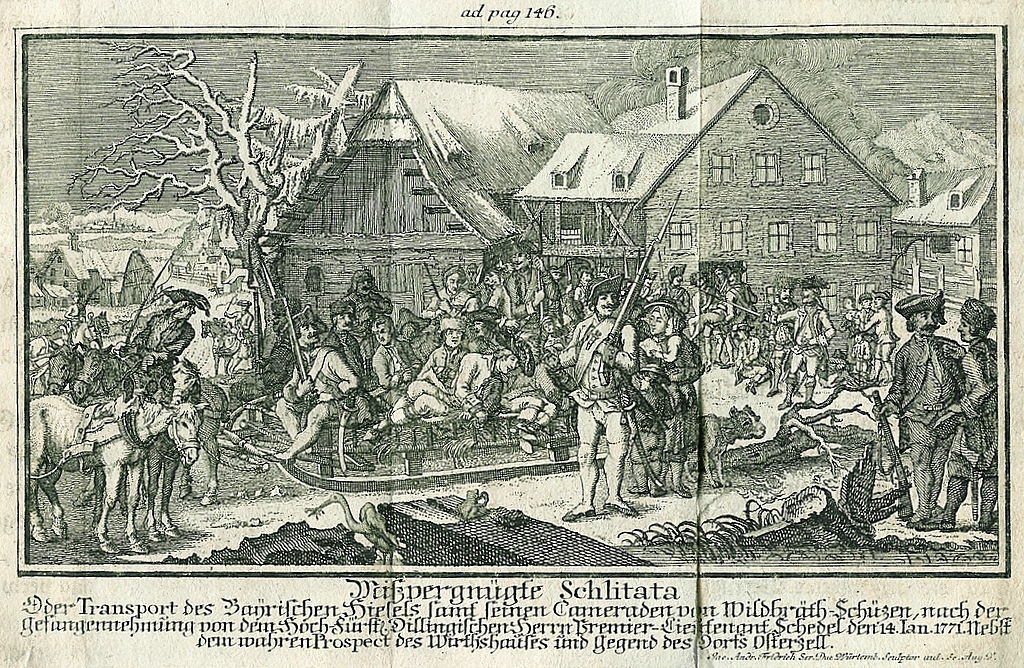
Der Abtransport der Hiaslbande aus Osterzell

Im Dezember 1770 begannen jedoch in Dillingen die Vorbereitungen zu einer militärischen Expedition gegen Klostermayr und seine Männer. Am 14. Januar wurde die Bande im Osterzeller Wirtshaus in die Falle gelockt. Der Fürstbischöflich-Augsburgische Premier-Lieutenant Schedel ließ das Gasthaus von etwa 300 Soldaten umstellen. Vorher war das Pulver der Wilderer durchfeuchtet worden. Trotzdem gelang es erst nach vier Stunden, die Freischützen auszuräuchern und gefangen zu nehmen.
Nach einem mehrmonatigen Prozess in Dillingen wurde Klostermayr zum Tode verurteilt und am 6. September 1771 an der Donaubrücke der Stadt hingerichtet. Angeblich wickelte man den Verurteilten nach der Verlesung des Urteils in eine frische Kuhhaut und schleifte ihn vom Rathaus zur Hinrichtungsstätte. Dort angekommen, soll er die Beichte abgelegt, noch ein Glas Wein getrunken haben und dann gefasst auf das Schafott gestiegen sein.

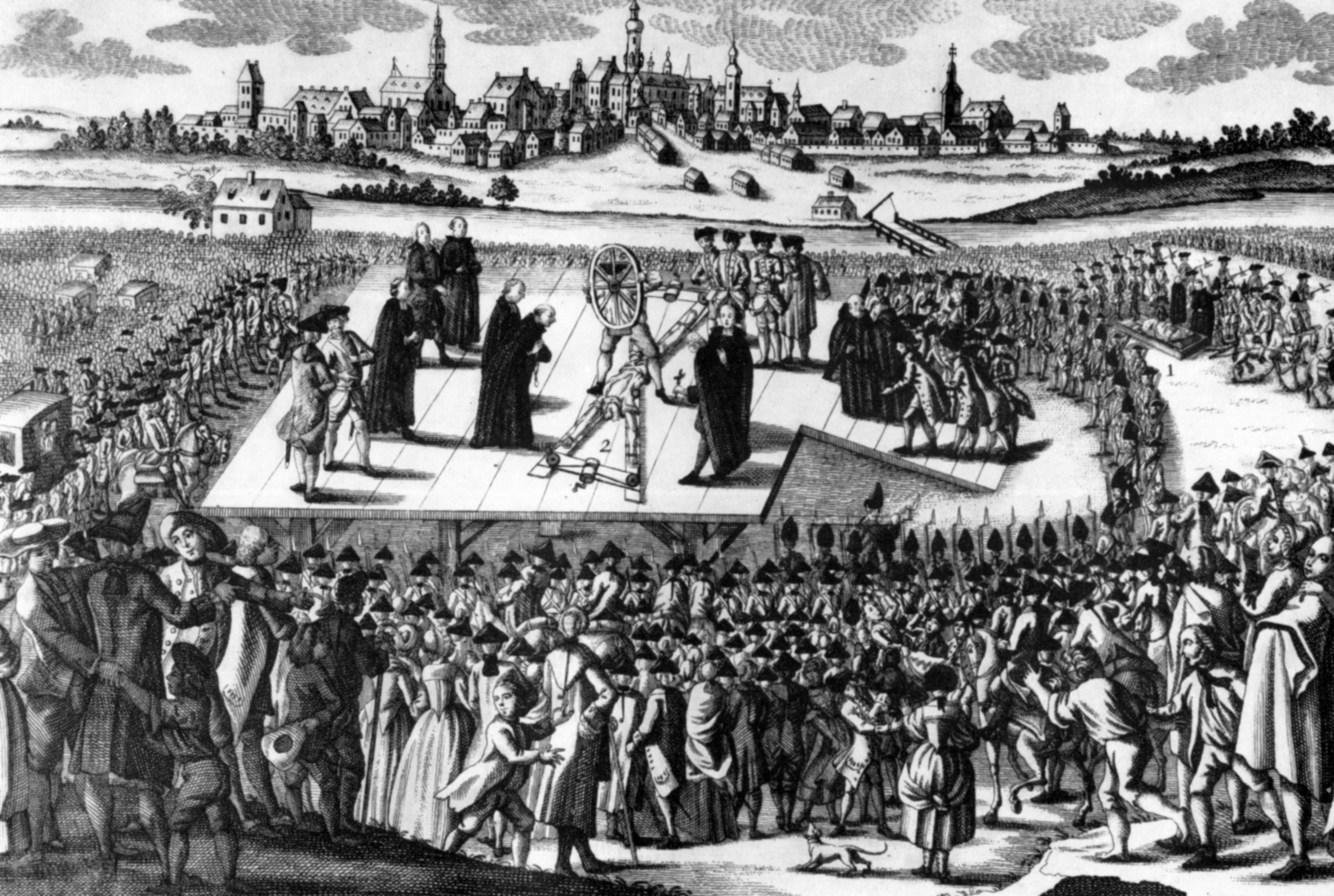
Hinrichtung in Dillingen

Zuerst wurde Klostermayr mit einem Strick erdrosselt, dann der Körper auf einer „Radbrechmaschine“ zertrümmert. Schließlich schlug der Henker Klostermayrs Kopf ab und vierteilte den Körper. Den Kopf steckte man an den Dillinger Galgen, die Körperteile wurden in Dillingen, Füssen, Oberdorf (heute Marktoberdorf) und Schwabmünchen öffentlich ausgestellt.
Noch am gleichen Tag richtete man zwei Mitglieder der Bande durch das Schwert. Johann Adam Locherer, genannt „der Blaue“ aus Rain starb im Alter von 25 Jahren. Johann Georg Brandmaier, „der Rothe“ aus Steindorf, im Alter von 20 Jahren.
Andreas Mayr, der mitangeklagte jugendliche Diener und Gefährte („Bub“) Klostermayrs, konnte aus dem Gefängnis fliehen und sich über die Alpen in Sicherheit bringen. Mit ihm sollen vier weitere Mitglieder der Bande entkommen sein. Der zeitgenössische Steckbrief nennt allerdings nur drei weitere Ausbrecher: Joseph Porth, der „Amberger Seppl“; Urban Lechenhör, genannt „der Allgäuer“ und Joseph Ortlieb, der „Sattler“.
Das einfache Volk betrauerte den Volkshelden bereits kurz danach in zahlreichen Volksliedern und Theaterstücken:
Feyrt, Schwaben, feyrt ein Freudenfest

Und dankt dem lieben Gott!

Der Hiasl, diese Wälder-Pest

ist endlich einmal Tod

da werd sich Wild vermehren

und springa kreuzwohlauf,

und d'Bauern, de wern ruefa –

geh Hiasl, steh do' auf!
(nach: Bernd E. Ergert: Die Jagd in Bayern)

## Die Tatorte und Delikte
Das heutige Schwaben war im 18. Jahrhundert in zahlreiche kleine Herrschaften zerrissen. Neben dem Hochstift Augsburg waren hier das Augsburger Domkapitel, die Fürstabtei Kempten und zahlreiche weitere Klöster und Stifte begütert. Andere Gebiete gehörten dem Adel, etwa den Grafen Fugger, Waldburg-Zeil oder Stadion. Auch die Reichsstädte Ulm und Augsburg und das Haus Österreich hatten ihren Anteil am territorialen „Fleckerlteppich“.

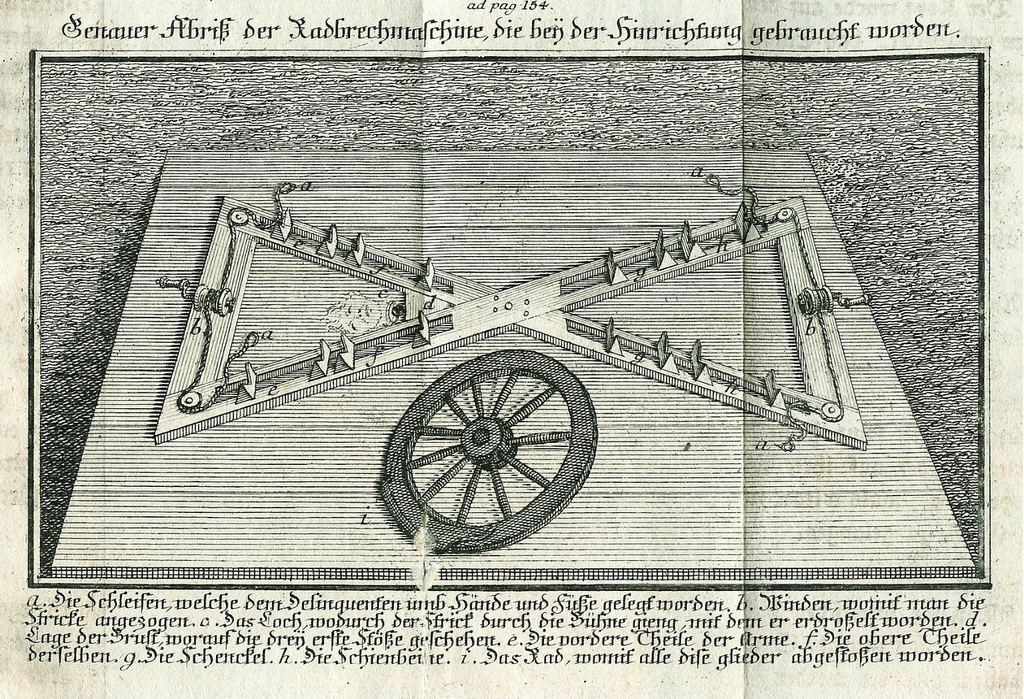
Die Dillinger „Radbrechmaschine“

Diese Kleinräumigkeit bot der Hiaslbande idealen Schutz und beste Bedingungen. Man wechselte alle vier bis sechs Wochen in ein anderes Territorium, während die Behörden die Spur der Wildschützen ursprünglich nur bis zur jeweiligen Grenze verfolgen durften. Wesentlich gefährlicher war hier der Aufenthalt im kurfürstlich bayerischen Gebiet, wo die Verfolger der Bande über große Entfernungen nachsetzen konnten. Aus diesem Grund waren die Freischützen nahezu ausschließlich auf der westlichen Lechseite unterwegs.
Von den 50 Delikten, die den „Eidgenossen“ im Dillinger Prozess vorgeworfen wurden, spielten sich deshalb nur zwei im bayerischen Gebiet ab (Jagdbezirk Wildenroth, heute Landkreis Fürstenfeldbruck). Elf fanden im heutigen Landkreis Ostallgäu statt, im Landkreis Augsburg waren es zehn. In Mittelschwaben und Württemberg zählte man sieben, im unteren Allgäu einen, in Dillingen an der Donau sechs, in Günzburg ebenfalls sechs und im Augsburger Stadtgebiet zwei Übergriffe Klostermayrs und seiner Leute.
Der südlichste Tatort lag bei Altusried nördlich von Kempten, der nördlichste bei Lauingen an der Donau. Im Westen wagte sich die Bande bis vor die Tore Ulms (Oberelchingen), im Osten bis Wildenroth im Kurfürstentum Bayern. Alle Delikte fielen in die Jahre zwischen 1766 und 1771.
Die Verhaftung der Hiaslbande wurde durch ein Abkommen der Fürsten und Stände des Schwäbischen Kreises zur Eindämmung des Wildererunwesens vom 22. Juni 1769 vorbereitet. Die Grundherren vereinbarten darin gegenseitige Amtshilfe und erlaubten sogar die sofortige Vollstreckung der Todesstrafe durch den Strang. Die Behörden konnten nun die Freischützen leichter über die Grenzen hinweg verfolgen, zumal auch die Begünstigung der Wildschützen und die Abnahme der Jagdbeute unter schwerste Strafe gestellt wurden. Um die Banden Klostermayrs und anderer Wildschützen hatte sich ein regelrechtes Netz von Hehlern und Teilhabern gebildet.
Die neun Morde und Totschläge der Bande resultierten meist aus den Zusammenstößen mit den Jägern und Soldaten der jeweiligen Grundherrschaft. Den Gerichtsprotokollen zufolge scheint besonders Klostermayr selbst nicht zimperlich mit seinen Widersachern umgegangen zu sein und manchen Amtmann oder Jäger eigenhändig mit dem Gewehrkolben misshandelt und gequält zu haben.

## Der „kugelfeste“ Hiasl
Bedingt durch die territoriale Zersplitterung Schwabens gelang es dem Hiasl immer wieder, seinen zahlreichen Verfolgern zu entkommen. Die damals noch sehr abergläubische Bevölkerung dichtete ihrem Helden so wie einigen anderen Freischützen deshalb einige Legenden an. Sie galten als „kugelfest“, vielleicht sogar mit dem Teufel im Bunde. Aus der Zeit des frühen Dreißigjährigen Krieges stammt der Aberglaube von der „Passauer Kunst“, der sich auch der Hiasl bedient haben soll. Hierzu musste man mit Zaubersprüchen beschriebene Zettel des Passauer Scharfrichters Kaspar Neithard oder des Studenten Christian Elsenreiter verschlucken und war danach angeblich unverwundbar.
Klostermayr scheint diese Legenden um seine Person genossen und unterstützt zu haben. So präsentierte er den staunenden Bauern angeblich Büchsenkugeln, die er mit der bloßen Hand gefangen haben wollte.

## Nachwirkung

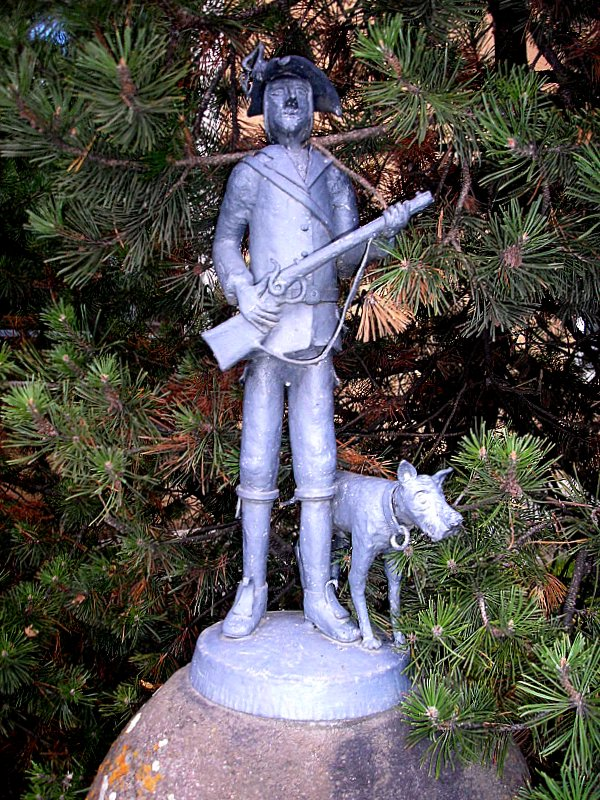
Hiasldenkmal vor der alten Schule in Kissing, geschaffen von Hermann Hosp 1986

Bereits zu Lebzeiten des „Hiasl“ begann die Legendenbildung um den Wildschützen und bayerischen Robin Hood. Für die ärmeren Schichten war er ein Volksheld und Wohltäter. Fürsten und höhere Geistlichkeit sahen in ihm einen Kriminellen, denn im feudalen System stand das Privileg der Jagd nur den Grundherren zu. Die Kleinbauern und Söldner mussten der Herrschaft oft unentgeltlich als Jagdgehilfen und Treiber dienen (Jagdfron) und sogar einen Jagdhund bereithalten.
Der „Hiasl“ galt als trefflicher Freischütze. So manche Wetterfahne um und in Kissing trägt ein Einschussloch, das auf einen Kunstschuss Klostermayrs zurückgehen soll.
Der „Hiasl“ ist noch heute das Vorbild vieler Wilderer und sonstiger Revolutionäre. In der Zeit der Aufklärung war Klostermayr ein ideales Symbol des Widerstandes gegen die absolutistische Anmaßung von Adel und Klerus. Der Mythos des „Hiasl“ verbreitete sich rasch über den gesamten „bairischen“ Sprachraum und darüber hinaus. Teilweise wurden seine Taten mit denen anderer Revoluzzer verbunden. So wurde der „Erzbösewicht aus der Lechau“ in Tirol zum „Wildschütz Franzl“, in Mähren zum „Schwarzen Martin“ und in Wien zum „Buam“. Auch die Schauplätze seiner Heldentaten wurden in das jeweilige Gebiet verlegt, etwa auf die Radstätter Alm in Tirol.
Die Verbreitung der zahlreichen Hiaslgeschichten reicht von Nürnberg bis nach Trient, von Eger bis zum Neusiedler See, von Graz bis nach Bozen. Er wurde zu einer bajuwarischen Heldengestalt, deren Andenken noch heute eifrig gehuldigt wird. Viele Wirtshäuser sind nach dem „Hiasl“ benannt, Traditionsvereine halten sein Andenken in Ehren.
Sein Nachruhm drückt sich besonders in zahlreichen Volksliedern, Bühnenstücken und literarischen Darstellungen aus. Bereits 1763 entstand das wohl bekannteste „Hiasl-Lied“ Bayerischer Hiasl, das noch heute gesungen wird:
I bin der bayrisch Hiasl,

koa Jaga hod de Schneid,

der mia mei Feder und Gamsbart

vom Hiatl obakheit! […]
(nach: Raab: Leben, Lieben, Kampf und Ende des Bayrischen Hiasls, Prachtitz, 1933, volkstümlich um 1771)
Eine moderne Version des „Hiasl-Liedes“ präsentiert die bayerische Volksmusiktruppe „Biermösl Blosn“ auf ihrer CD „Wo samma?“ in Zusammenarbeit mit den „Toten Hosen“.
Ein anderes, weniger bekanntes Volkslied lautet:
Der Hiasl, der führt ins

der Kurfürst verliert ins

machts koane Schnitz

frei es der Schitz

Und frei san die Hirschen

und frei ist das Pirschen

und frei ist da Schitz

machts koane Schnitz...
(nach: Bernd Ergert: Die Jagd in Bayern)
2006 wurde auf Gut Mergenthau bei Kissing die „Hiasl-Erlebniswelt“ eröffnet, die das Leben des Wildschützen und Räuberhauptmannes thematisiert. Neben verschiedenen ausgestellten Originalstücken wird das Leben Klostermayrs in einigen Dioramen und Schaubildern dargestellt.